# Амекамека-де-Хуарес
Амекамека-де-Хуарес (исп. Amecameca de Juárez) — город в Мексике, штат Мехико, административный центр муниципалитета Амекамека. Численность населения, по данным переписи 2010 года, составила 31 687 человек.

## Известные жители
Чимальпаин — мексиканский священнослужитель и историк.